# Hummelinckiolus
Hummelinckiolus is een geslacht van hooiwagens uit de familie Samoidae.
De wetenschappelijke naam Hummelinckiolus is voor het eerst geldig gepubliceerd door V. Silhavý in 1979. 

## Soorten
Hummelinckiolus is monotypisch en omvat slechts de volgende soort:
- Hummelinckiolus parvus